# Giuseppe Andrews
Pour les articles homonymes, voir Andrews.
Giuseppe Andrews est un acteur, compositeur, directeur de la photographie, monteur, producteur, réalisateur et scénariste américain, né le 25 avril 1979 à Key Largo, en Floride (États-Unis).

## Biographie
Joey Andrews naît le 25 avril 1979 à Key Largo en Floride.
C'est vers l'adolescence, au début des années 1990, qu'Andrews et son père partent vivre pour Los Angeles où il a très tôt des affinités pour le métier d'acteur.
En 1994, Andrews obtient un rôle majeur dans un premier film réalisé par Diane Keaton, Les Liens du souvenir (Unstrung Heroes). Les sept années suivantes, Andrews joue différentes sortes de personnages, du type dur dans L'Autre Sœur (avec Juliette Lewis), à l'intellectuel passablement idiot dans Collège Attitude (avec Drew Barrymore).
1996 marque un tournant dans sa carrière, il change Joey pour un plus mature Giuseppe, et apparaît dans les hits du box office Independance Day et Pleasantville, ainsi que le controversé, critiquement acclamé American History X.
En 1999, le fan club de Giuseppe Andrews grandit substantiellement quand celui-ci interprète le bassiste Lex, face à Edward Furlong et Natasha Lyonne, dans Detroit Rock City. Dans la même année, il commence à tourner quelques épisodes pour la sitcom d'ABC, Un toit pour trois (Two Guys, a Girl and a Pizza Place).
En 2003, Andrews est le shérif Winston dans le film d'horreur pour adolescents Cabin Fever. Le film d'Eli Roth très remarqué au Festival du film de Toronto aura une suite en 2009, dans laquelle il reprend son rôle.
Giuseppe Andrews écrit et réalise ses propres films, des longs métrages qu'il qualifie lui-même d'underground, tels que Touch Me in the Morning (en), In Our Garden, ou encore Trailer Town (en), tous joués par les habitants d'un parc à camping de Ventura (Californie).
Si par la suite, Andrews se consacre à la direction de ses métrages et à la musique, il survient néanmoins dans quelques séries, drames, et films indie. Il apparaît ainsi au côté du célèbre Robert Englund dans la comédie horrifique 2001 Maniacs.

## Filmographie

### Comme acteur

#### Cinéma
- 1989 : Getting It Right de Randal Kleiser : Luke
- 1994 : Prehysteria! 2 (vidéo) : Roughneck Leader
- 1995 : Sleepstalker (en) de Turi Meyer (pl) : Young Sandman
- 1995 : Les Liens du souvenir (Unstrung Heroes) : Ash
- 1996 : Independence Day : Troy Casse
- 1997 : Invisible Mom (en) (vidéo) : Johnny Thomas
- 1998 : Pleasantville de Gary Ross : Howard
- 1998 : American History X : Jason
- 1999 : Touch Me in the Morning (en) : Coney Island
- 1999 : L'Autre Sœur (The Other Sister) de Garry Marshall : Tough Guy Trevor (Tech School)
- 1999 : Collège attitude (Never Been Kissed) : Denominator
- 1999 : Detroit Rock City : Lex
- 2002 : Local Boys : Willy
- 2002 : Cabin Fever : Deputy Winston
- 2004 : Dribble : Guy going crazy
- 2004 : Tater Tots
- 2005 : Neo Ned (en) de Van Fischer : Randall
- 2005 : Tweek City (en) de Eric G. Johnson : Bill Jensen
- 2005 : 2001 Maniacs : Harper Alexander
- 2006 : Ants (vidéo) : Ped
- 2006 : Wiggly (vidéo)
- 2006 : The Laundry Room (vidéo)
- 2006 : Period Piece
- 2007 : Homo Erectus : Zig
- 2007 : The Go-Getter : Stock Boy
- 2007 : Cat Piss
- 2007 : Garbanzo Gas
- 2007 : Careless : Young Male Addict
- 2007 : Look : Willie
- 2008 : Schoof
- 2009 : Cabin Fever: Spring Fever : Winston

#### Télévision
- 1993 : 12 h 01, prisonnier du temps (12:01) : Kyle
- 1993 : Beverly Hills 90210 (série télévisée) : Cowboy (épisode 'Things that go bang in the night')
- 1995 : White Dwarf : Never the Shifter / Doug
- 1996 : Nick Freno: Licensed Teacher (en) (série télévisée) : Miles Novacek (1997-1998)
- 1998 : David et Lisa (David and Lisa) (téléfilm) : Joey
- 1999 : Student Affairs : Dave
- 1998 : Un toit pour trois (Two Guys, a Girl and a Pizza Place) (série télévisée) : Germ (1999-2001)
- 2001 : Nomads  (série télévisée, 1 épisode)
- 2002 : Bobby Mendoza  (série télévisée, 1 épisode - Chapitre 39)
- 2006 : The Minor Accomplishments of Jackie Woodman (en) (série télévisée) : Mike
- 2008 : Les Experts (série télévisée) : Joe (1 épisode)

### Comme réalisateur
- 1999 : Touch Me in the Morning (en)
- 2002 : In Our Garden
- 2003 : Trailer Town (en)
- 2004 : Dribble
- 2004 : Tater Tots
- 2004 : Who Flung Poo? (vidéo)
- 2005 : Grandpa
- 2006 : Wiggly (vidéo)
- 2006 : The Laundry Room (vidéo)
- 2006 : Ants (vidéo)
- 2006 : Period Piece
- 2006 : Jacuzzi Rooms (vidéo)
- 2007 : Cat Piss
- 2007 : Garbanzo Gas
- 2008 : Schoof

### Comme scénariste
- 1999 : Touch Me in the Morning (en)
- 2002 : In Our Garden
- 2003 : Trailer Town (en)
- 2004 : Dribble
- 2004 : Tater Tots
- 2004 : Who Flung Poo? (vidéo)
- 2005 : Grandpa
- 2006 : Wiggly (vidéo)
- 2006 : The Laundry Room (vidéo)
- 2006 : Ants (vidéo)
- 2006 : Period Piece
- 2007 : Cat Piss
- 2007 : Garbanzo Gas
- 2008 : Schoof

### Comme directeur de la photographie
- 1999 : Touch Me in the Morning (en)
- 2002 : In Our Garden
- 2003 : Trailer Town (en)
- 2004 : Dribble
- 2004 : Tater Tots
- 2004 : Who Flung Poo? (vidéo)
- 2005 : Grandpa
- 2006 : Period Piece
- 2006 : Jacuzzi Rooms (vidéo)

### Comme monteur
- 1999 : Touch Me in the Morning (en)
- 2003 : Trailer Town (en)
- 2004 : Tater Tots
- 2005 : Grandpa
- 2006 : Wiggly (vidéo)
- 2006 : The Laundry Room (vidéo)
- 2006 : Ants (vidéo)
- 2006 : Period Piece
- 2007 : Cat Piss
- 2007 : Garbanzo Gas
- 2008 : Schoof

### Comme compositeur
- 1999 : Touch Me in the Morning (en)
- 2002 : In Our Garden
- 2003 : Trailer Town (en)
- 2004 : Dribble
- 2005 : Grandpa
- 2006 : Wiggly (vidéo)
- 2006 : The Laundry Room (vidéo)
- 2006 : Ants (vidéo)
- 2006 : Period Piece
- 2006 : Jacuzzi Rooms (vidéo)
- 2007 : Cat Piss
- 2007 : Garbanzo Gas
- 2008 : Schoof

### Comme producteur
- 2002 : In Our Garden
- 2003 : Trailer Town (en)
- 2004 : Dribble
- 2004 : Tater Tots
- 2006 : Wiggly (vidéo)
- 2006 : The Laundry Room (vidéo)
- 2006 : Ants (vidéo)
- 2007 : Cat Piss
- 2007 : Garbanzo Gas
- 2008 : Schoof